# St. Pankratius (Lucka)

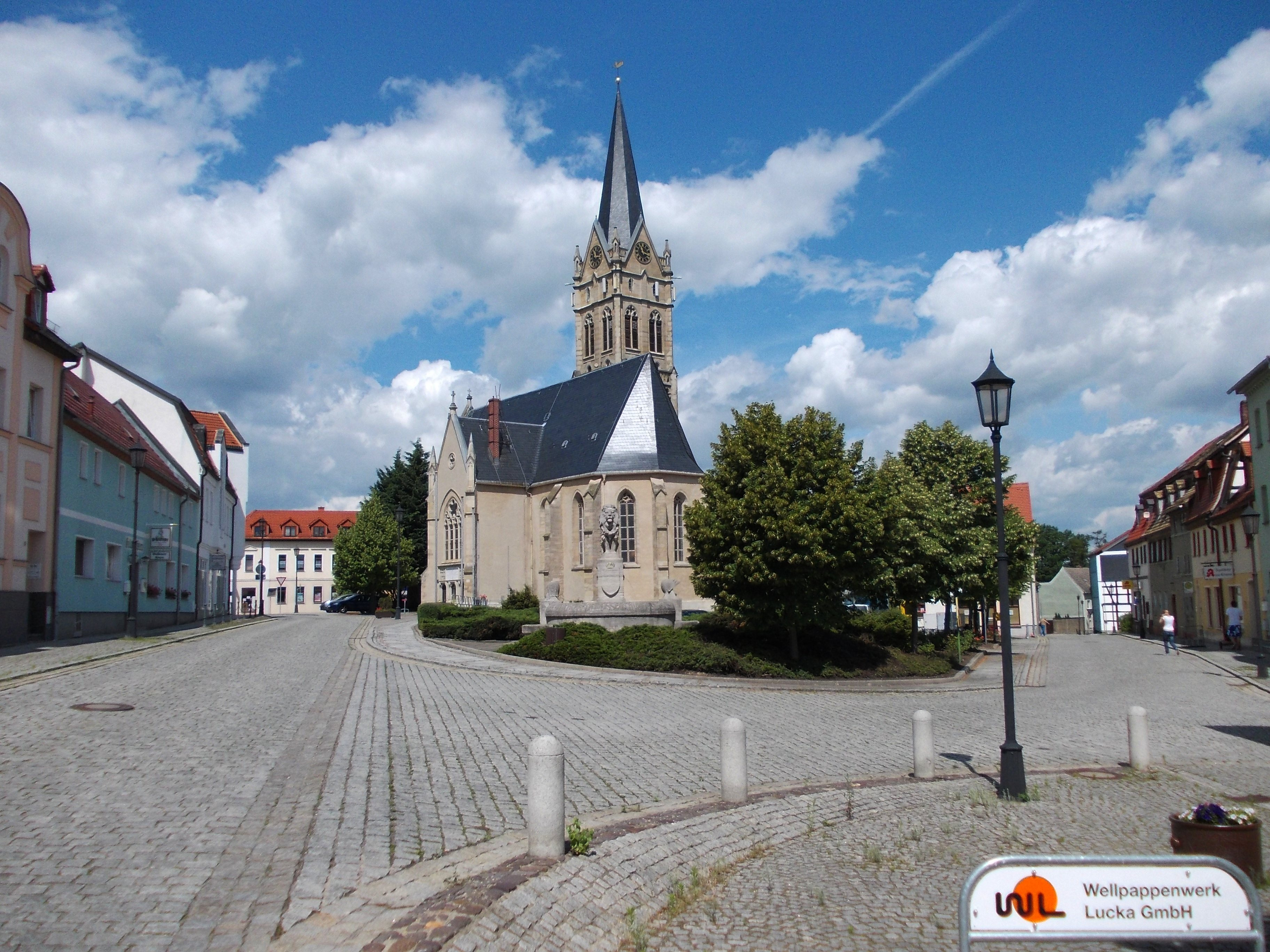
St. Pankratius

Die evangelisch-lutherische Kirche St. Pankratius steht inmitten der Stadt Lucka im Landkreis Altenburger Land in Thüringen.

## Geschichte
Das Gotteshaus wurde bereits 1396 und noch einmal 1429 urkundlich erwähnt.
Während des großen Brandes im Jahre 1637 wurde die Kirche fast völlig zerstört. Geldnot zwang die Kirchengemeinde vorerst auf dem Wiederaufbau des Turmes zu verzichten, was Spott und Häme mit sich brachte.
Die Orgel wurde von Urban Kreutzbach aus Borna im Jahr 1859 erbaut.
1891 wurde dann aber der neue Kirchturm eingeweiht. Mit einer Höhe von 56 Metern schaut er stolz in das Land. Selbst die Stadt zeigt das Kirchengebäude als Sehenswürdigkeit den Besuchern an.